# تمويل الخدمة العامة الفيدرالية (بلجيكا)
الدائرة الاتحادية العامة للمالية (بالهولندية: FOD Financiën) هي الجهة الحكومية الاتحادية في بلجيكا المختصة بالشؤون المالية للدولة أو الحكومة الاتحادية، وبشكل خاص الضرائب والخزانة العامة. يقع مقرها الرئيسي في أبراج غالاكسي الشمالية في بروكسل.
تأسست الدائرة الاتحادية العامة للمالية باعتبارها وزارة المالية البلجيكية عام 1830، بالتزامن مع تأسيس بلجيكا، وكانت واحدة من الوزارات الخمس الأصلية. تولت الدائرة في ذلك الوقت مسؤولية الضرائب والخزانة والميزانية.

## أنظر أيضاً
- وزير المالية (بلجيكا)

## روابط خارجية
- الموقع الرسمي

قالب:FPS Belgium
1. ↑  رقم عمل تجاري (بلجيكا): 0308357159.
2. 1 2  وصلة مرجع: http://www.ey.com/be/en/about-us/entrepreneurship/overheid_event. مسار الأرشيف: https://web.archive.org/web/20170403073702/http://www.ey.com/be/en/about-us/entrepreneurship/overheid_event. تاريخ الأرشيف: 3 أبريل 2017. الوصول: 25 يوليو 2021.
3. ↑  نوع المرجع: موقع رسمي. وصلة مرجع: http://finance.belgium.be. الوصول: 1 أكتوبر 2022. لغة العمل أو لغة الاسم: الهولندية.